# Pfarrkirche Hainburg an der Donau

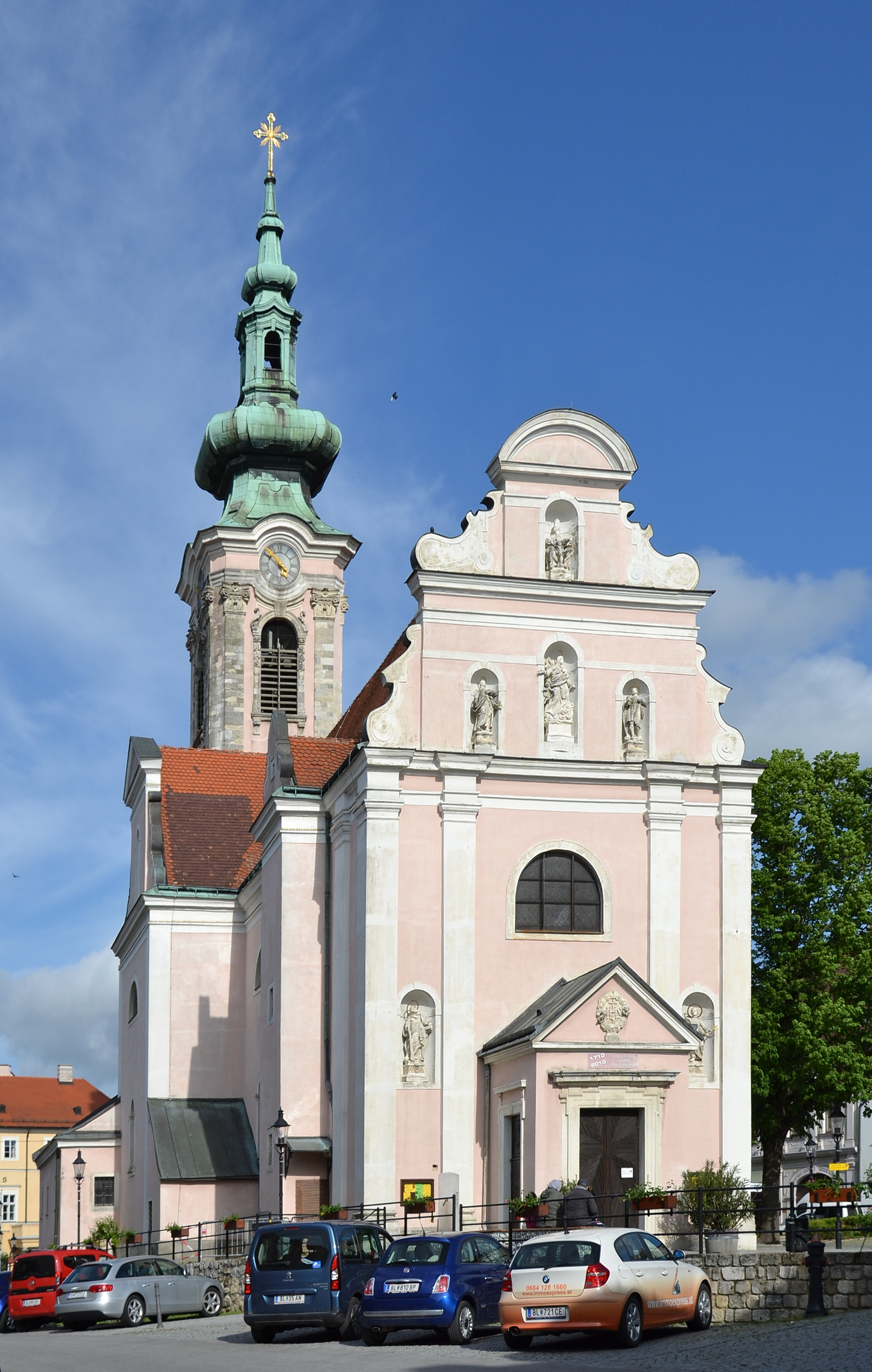
Katholische Pfarrkirche Hll. Philippus und Jakobus in Hainburg an der Donau

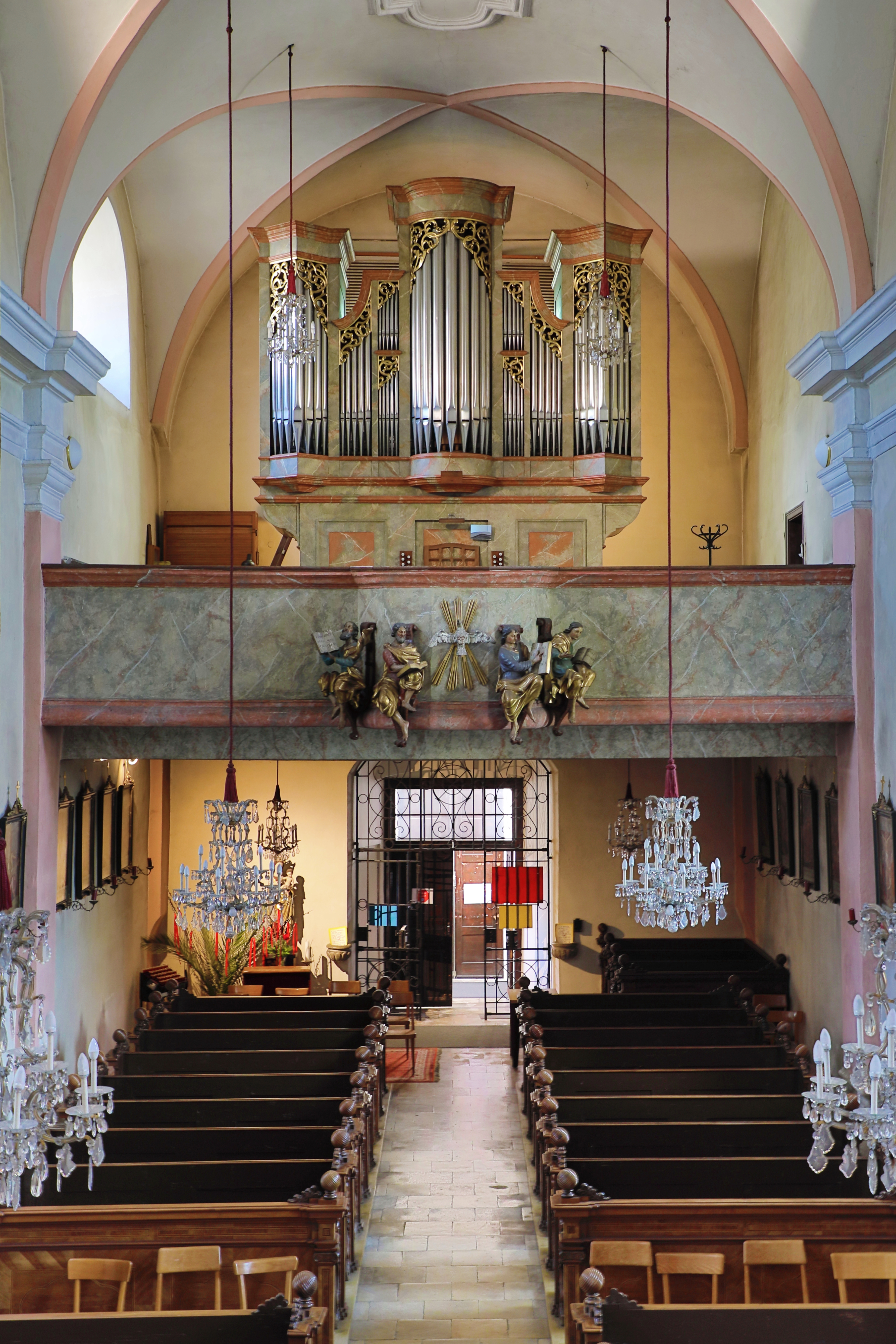
Innenansicht mit Orgelempore

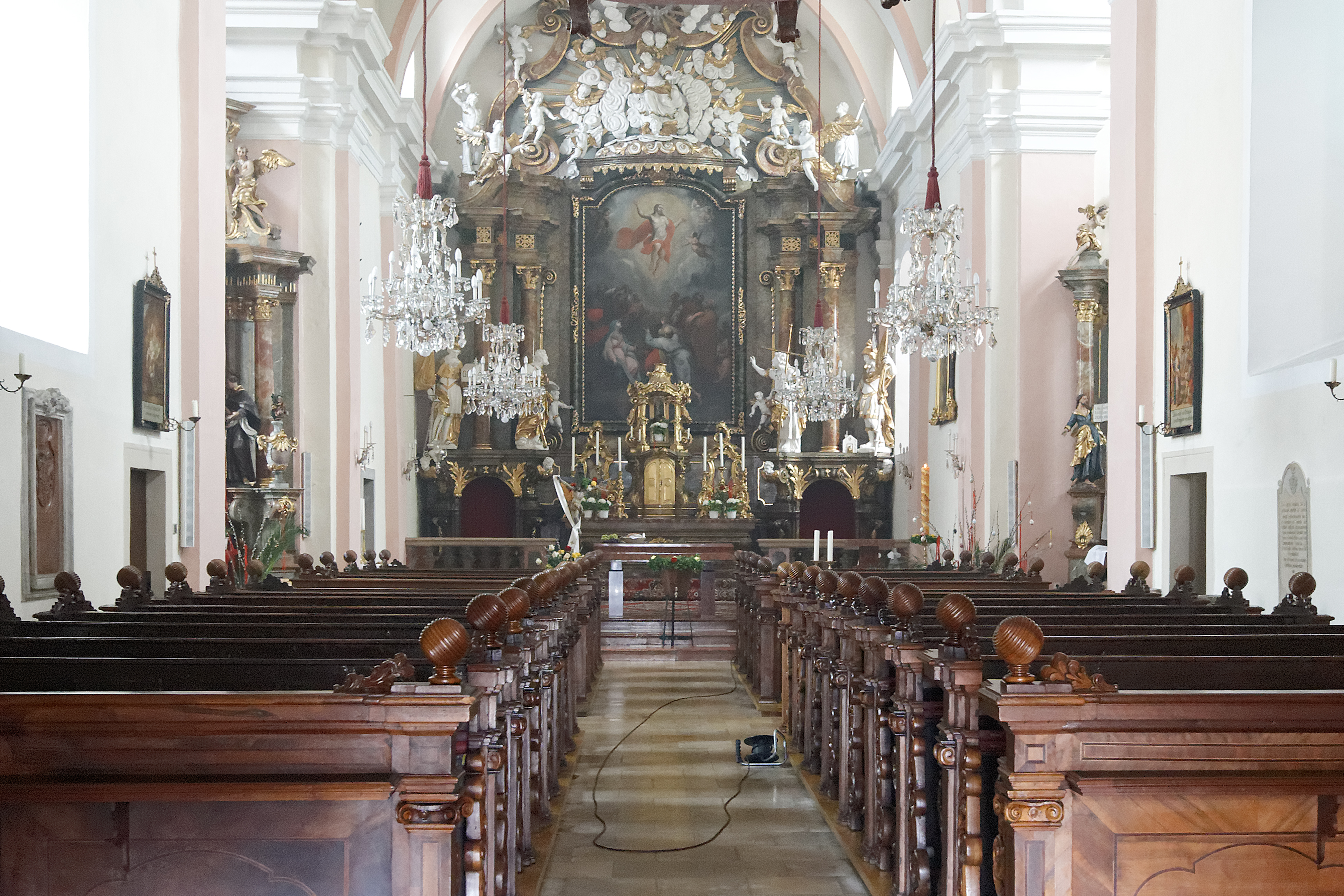
Innenansicht

Die römisch-katholische Pfarrkirche Hainburg an der Donau steht in der Mitte des Hauptplatzes der Stadtgemeinde Hainburg an der Donau im Bezirk Bruck an der Leitha in Niederösterreich. Die auf die Heiligen Philippus und Jakobus geweihte Pfarrkirche gehört zum Dekanat Hainburg im Vikariat Unter dem Wienerwald der Erzdiözese Wien. Die Kirche  steht unter Denkmalschutz.

## Geschichte
Mit 1236 ist eine Jakobs- und Katharinenkapelle urkundlich genannt, welche um 1400 mit einem Chor erweitert und 1628 urkundlich zur Pfarrkirche erhoben wurde. Die frühbarocke Saalkirche mit niedrigen Querhausarmen und einem im Kern gotischen Chor wurde 1685 geplant und vor 1706 vollendet. Der im Osten angebaute Kirchturm wurde 1756 mit Mathias Gerl errichtet.

## Ausstattung
Der Hochaltar aus 1713 nach einem Entwurf und mit einem Altarbild von Hans Michael Beckhl entstand mit den Bildhauern Mathias Roth und Jeremias Weißkopf.
Die Orgel aus 1982 ist vom Orgelbau Reinisch-Pirchner. Es gibt eine sogenannte Türkenglocke von Ignaz Hilzer aus 1865, ein Umguss der ehemaligen Glocke aus 1685.

## Mariensäule
Am Vorplatz der Kirche befindet sich eine im Jahr 1749 errichtete Rokokosäule. Gestiftet wurde die Mariensäule von Elisabeth Oppitz. Die vier Seiten zeigen Reliefs, die Szenen aus dem Marienleben darstellen.